# Allan Muhr
Allan Henry Muhr (* 23. Januar 1882 in Philadelphia; † 29. Dezember 1944 im KZ Neuengamme) war ein amerikanischer Rugby-Union-Spieler, Sportfunktionär und -reporter, sowie Schauspieler in Frankreich. Der Zweit- und Drittreihenstürmer wurde, obwohl US-Bürger, bei drei Tests der französischen Rugby-Auswahl eingesetzt, dabei auch die beiden ersten Länderspiele Frankreichs überhaupt gegen die All Blacks und England.
Muhr ging um die Jahrhundertwende nach Paris, wo er für den Rest seines Lebens sesshaft wurde. Rugby spielte er für den Racing Club und den Sporting Club Universitaire de France. 1906 und 1907 leitete er als Schiedsrichter das Endspiel um die französische Meisterschaft.
Muhr diente im Ersten Weltkrieg freiwillig in der französischen und nach dem amerikanischen Kriegseintritt in der Armee seines Heimatlandes. Er wurde dafür mit dem Croix de guerre ausgezeichnet und am 16. Mai 1919 als Chevalier in die Ehrenlegion aufgenommen.
Muhr gehörte als Sekretär für Internationales und als Generalsportkommissar dem Vorstand des Organisations-Komitees für die Sommerspiele 1924 in Paris sowie für die ersten Winterspiele 1924 in Chamonix an. Gleichzeitig war er Sekretär des Racing Club de France, der dem IOC das eigene Stadion, das Stade de Colombes, als Olympiastadion zur Verfügung stellte.
1922 und 1923 war Muhr zudem Team Captain des französischen Teams für den Davis Cup im Tennis.
Vor dem US-Eintritt in den Zweiten Weltkrieg leitete Muhr eine Einheit des Amerikanischen Roten Kreuzes. Nach dem Angriff auf Pearl Harbor geriet er in deutsche Kriegsgefangenschaft und wurde, weil er Jude war, in das KZ Neuengamme deportiert und am 29. Dezember 1944 ermordet.